# アイス・ペール
アイス・ペールは酒を提供する店において、氷を保管しておく容器のことである。主に水割りの際のロックアイスやオン・ザ・ロックスタイルの丸い氷などを保管しておくものといえる。また形状が果物などを入れておく籠に似ていることから、アイスバスケットとも呼ばれる。

## 素材
ガラス製が多いが、プレス製やステンレス製の二重構造になっているものもある。多くは持ち歩くための取っ手が付属する。蓋が付いているものもある。

## 構造
氷が溶けにくいよう、底の部分に水切り用の複数穴が開いたプレートが仕込まれている。穴の模様は円形が一般的だが、星や太陽を模った意匠の凝らされたものもある。

## 歴史
日本では大正時代に既にガラス製の氷入れは使われていた。当時製造された、ガラス面に草木や蔦の模様が彫刻された芸術的なアイスペールが現存している。しかし、大正時代の頃は高級品で、一般家庭にはなかなか普及しなかった。
電気冷蔵庫の普及率が50パーセントを越えた昭和30年代後半以降、アイスペールは一般家庭に本格的に流通するようになった。